# Norair Nurikian
Norair Nurikian (em búlgaro:  Нораир Нурикян; Sliven, 26 de julho de 1948 – 11 de março de 2025) foi um levantador de peso búlgaro de ascendência armênia, campeão mundial e olímpico em halterofilismo.
Nurikian foi campeão mundial e olímpico em 1972 e em 1976; conquistara o bronze no mundial de 1971; também foi vice-campeão no campeonato mundial de 1973 e 1974. Foi campeão europeu em 1976, além de duas pratas e dois bronzes.
Estabeleceu três recordes mundiais — dois no arranque e um no total combinado (arranque + arremesso), nas categorias até 56 e 60 kg.
Quadro de recordes
| Data       | Disciplina | Marca    | Classe de peso | Lugar          |
| ---------- | ---------- | -------- | -------------- | -------------- |
| 12/04/1975 | Arranque   | 127,0 kg | 56-60 kg       | Donaueschingen |
| 27/06/1975 | Arranque   | 127,5 kg | 56-60 kg       | Iambol         |
| 19/07/1976 | Total      | 262,5 kg | 52-56 kg       | Montreal       |

Em 1994 foi eleito para o Weightlifting Hall of Fame.

## Morte
Nurikian morreu no dia 11 de março de 2025, aos 76 anos, vítima de câncer.